# Franciszek Armiński

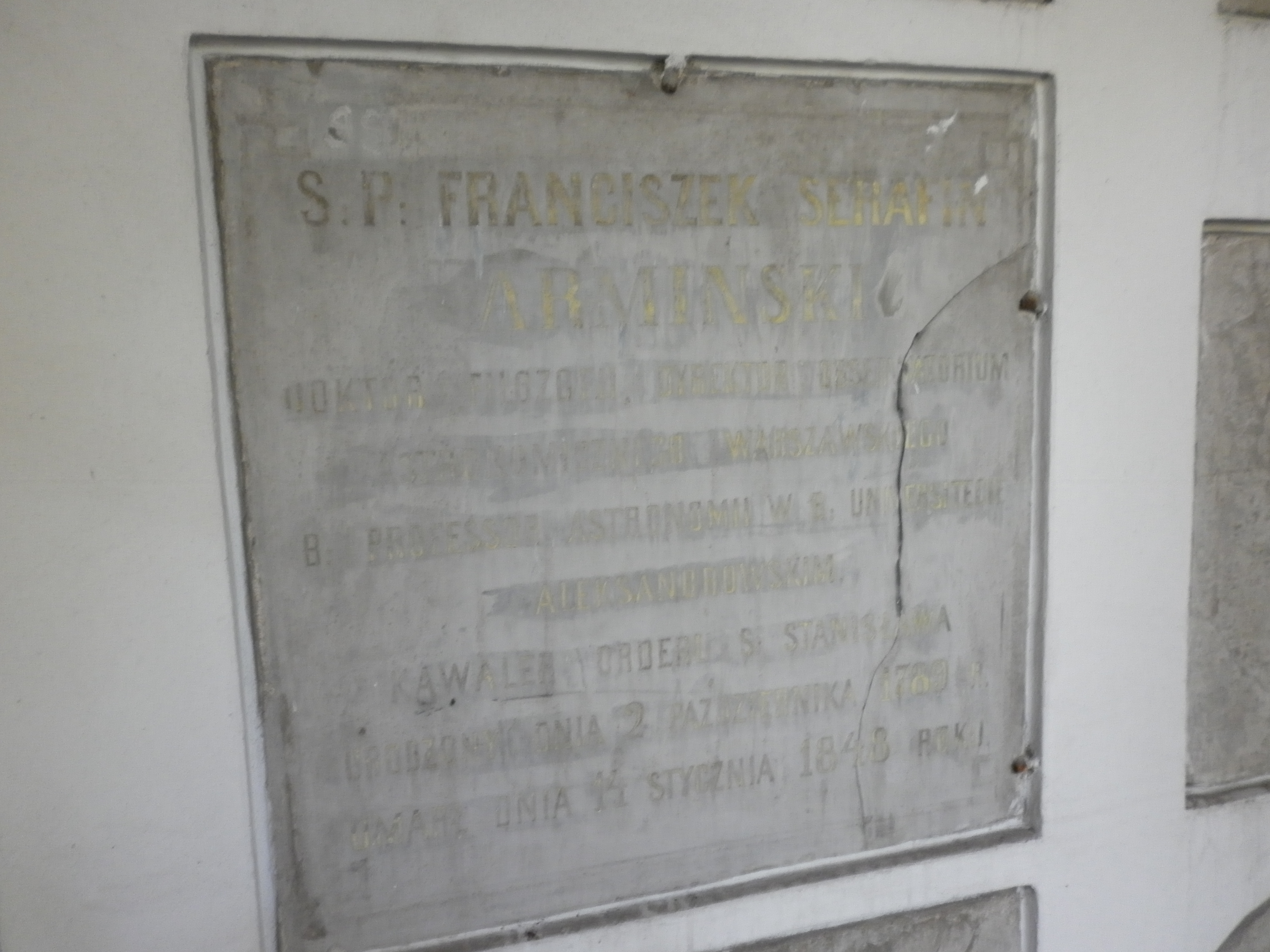
Tomba de Franciszek Arminski a Powązki

Francis Armiński (Tymbark, 2 d'octubre de 1789 - Varsòvia, 14 gener de 1848) va ser un astrònom polonès, membre de la maçoneria. Va intervenir decisivament en la fundació de l'Observatori Astronòmic de Varsòvia, del qual va ser director de per vida.

## Biografia
Fill de Jan i d'Apolonia Przyborowskich, va quedar orfe en la seva infància, sent criat pel seu oncle.
En 1816 es va convertir en professor d'astronomia de la recentment fundada Universitat de Varsòvia, on també va ensenyar matemàtiques. Aquest mateix any, va proposar un projecte per construir l'Observatori Astronòmic de Varsòvia, del qual, després de ser construït en 1825, es va convertir en director de per vida. Arminski també va organitzar un observatori al dormitori dels pares escolapis en Zoliborz.
Pels seus mèrits va ser guardonat amb l'Ordre de Sant Estanislau, i la Universitat de Varsòvia li va atorgar el títol de doctor en filosofia. Era membre de la Societat dels Amics de les Ciències de Varsòvia.
Es va casar amb Katarzyna de Hollych.
Va morir a Varsòvia. El cos va ser vetllat a l'edifici de l'Observatori, en Allunyeu Ujazdowskie, i posteriorment enterrat en el Cementiri de Powązki de Varsòvia.

## Distincions
- En 1824 es va convertir en batxiller de quart grau de l'Ordre de Sant Estanislao.[4]
- Per decisió de la Unió Astronòmica Internacional el 1976 es va denominar amb el seu nom el cràter lunar Armiński.[5]